# Bendix Company
Bendix Company war ein US-amerikanischer Hersteller von Automobilen.

## Unternehmensgeschichte
Vincent Hugo Bendix und O. M. Delauney hatten bereits bei der Holsman Automobile Company Erfahrungen im Automobilbau gesammelt. 1907 gründeten sie sowohl die Bendix Company als auch die Duplex Motor Car Company in Chicago in Illinois. Im August 1907 erwarben sie außerdem die Triumph Motor Car Company, die allerdings noch bis 1912 als Hersteller der Triumph-Autos firmierte. 1908 begann die Produktion von Automobilen. Der Markenname lautete Bendix. Im November 1908 wurde das Werk nach Logansport in Indiana verlegt. 1909 endete die Produktion des Bendix. Insgesamt entstanden rund 7000 Fahrzeuge der Marken Bendix und Duplex.
Vincent Bendix wechselte zur Ames Corporation und gründete später die Bendix Corporation für Fahrzeugteile.

## Fahrzeuge
Im Angebot standen Highwheeler. Besonderheit war ein selbst entwickeltes Friktionsgetriebe. Verschiedene Vierzylindermotoren trieben die Fahrzeuge an.
1908 gab es den Four. Sein Motor war mit 20/24 PS angegeben. Der Radstand betrug 262 cm. Zur Wahl standen No. 4 als Gentleman's Roadster und No. 5 als Surrey.
Im Folgejahr hatte der Four einen 30-PS-Motor. Der Radstand war auf 259 cm gekürzt worden. Die Aufbauten entsprachen der Vorjahresmodellen.
Das Modell Hi-Lo (für hohe Räder, niedriger Schwerpunkt) gab es ab November 1908. Sein Motor leistete 40 PS. Das Fahrgestell hatte ebenfalls 259 cm Radstand. Die Ausführung No. 9-H war ein dreisitziger Roadster und der No. 9-L ein zweisitziger Roadster.

## Modellübersicht
| Jahr | Modell | Ausführung | Zylinder | Leistung (PS) | Radstand (cm) | Aufbau               |
| ---- | ------ | ---------- | -------- | ------------- | ------------- | -------------------- |
| 1908 | Four   | No. 4      | 4        | 20/24         | 262           | Gentleman’s Roadster |
| 1908 | Four   | No. 5      | 4        | 20/24         | 262           | Surrey               |
| 1909 | Four   | No. 4      | 4        | 40            | 259           | Gentleman’s Roadster |
| 1909 | Four   | No. 5      | 4        | 40            | 259           | Surrey               |
| 1909 | Hi-Lo  | No. 9-H    | 4        | 40            | 259           | Roadster 3-sitzig    |
| 1909 | Hi-Lo  | No. 9-L    | 4        | 40            | 259           | Roadster 2-sitzig    |